# Candes-Saint-Martin
Candes-Saint-Martin (Latim: Candia Sanctus Martinus) é uma comuna francesa na região administrativa do Centro, no departamento de Indre-et-Loire. Estende-se por uma área de 5,81 km². Em 2010 a comuna tinha 188 habitantes (densidade: 32,4 hab./km²).
Pertence à rede das As mais belas aldeias de França.